# Jos Peeters (voetballer)
Jos Peeters (Millingen, 15 november 1952) is een voormalig Nederlands voetballer die speelde voor N.E.C. en FC Wageningen.
Peeters speelde in zijn geboorteplaats Millingen voor MVV'18, waar hij ontdekt werd door N.E.C.. In ruim drie seizoenen kwam Peeters tot slechts vijf optredens voor de Nijmegenaren in de eredivisie. Na de degradatie met N.E.C. in 1974 kreeg Peeters bij FC Wageningen de kans om op het hoogste niveau actief te blijven. Op de Wageningse Berg kwam hij als rechtsachter wel tot een respectabel aantal van 17 wedstrijden in de eredivisie. Ook met FC Wageningen degradeerde hij echter in 1975, waarna hij twee jaar later een punt zette achter zijn loopbaan in het betaalde voetbal.